# Antedon duebenii
Antedon duebenii is een haarster uit de familie Antedonidae.
De wetenschappelijke naam van de soort werd in 1866 gepubliceerd door Wilhelm Bölsche.